# California Hockey League
Die California Hockey League war eine nordamerikanische Eishockey-Minor League, die von 1927 bis 1933 existierte.

## Teams
- Hollywood Millionaires (1927–1930; 1932–1933)
- Hollywood Stars (1931–1932)
- Los Angeles Angels (1931–1932)
- Los Angeles Maroons (1927–1928)
- Los Angeles Millionaires (1929–1931)
- Los Angeles Richfields (1928–1929)
- Oakland Checkers (1930–1931)
- Oakland Sheiks (1928–1933)
- Richfield Oilers (1927–1928)
- San Francisco Blackhawks (1929–1931)
- San Francisco Rangers (1931–1933)
- San Francisco Seals (1928–1929)
- San Francisco Tigers (1930–1931)

## Meister
- 1929: Oakland Sheiks
- 1930: Oakland Sheiks
- 1931: Oakland Sheiks
- 1932: Hollywood Stars
- 1933: Oakland Sheiks